# Rio dei Greci

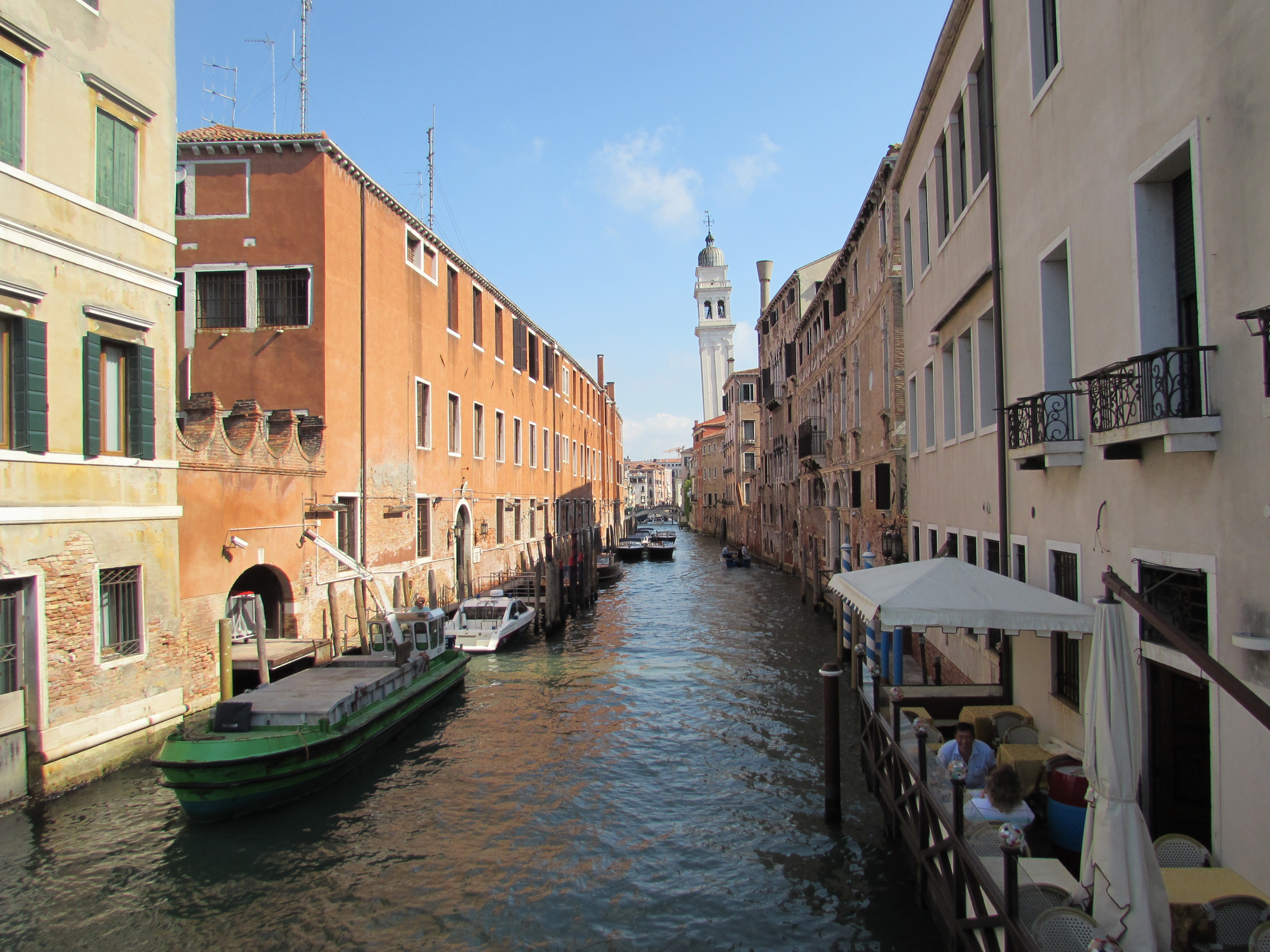
Canalul văzut dinspre sud.

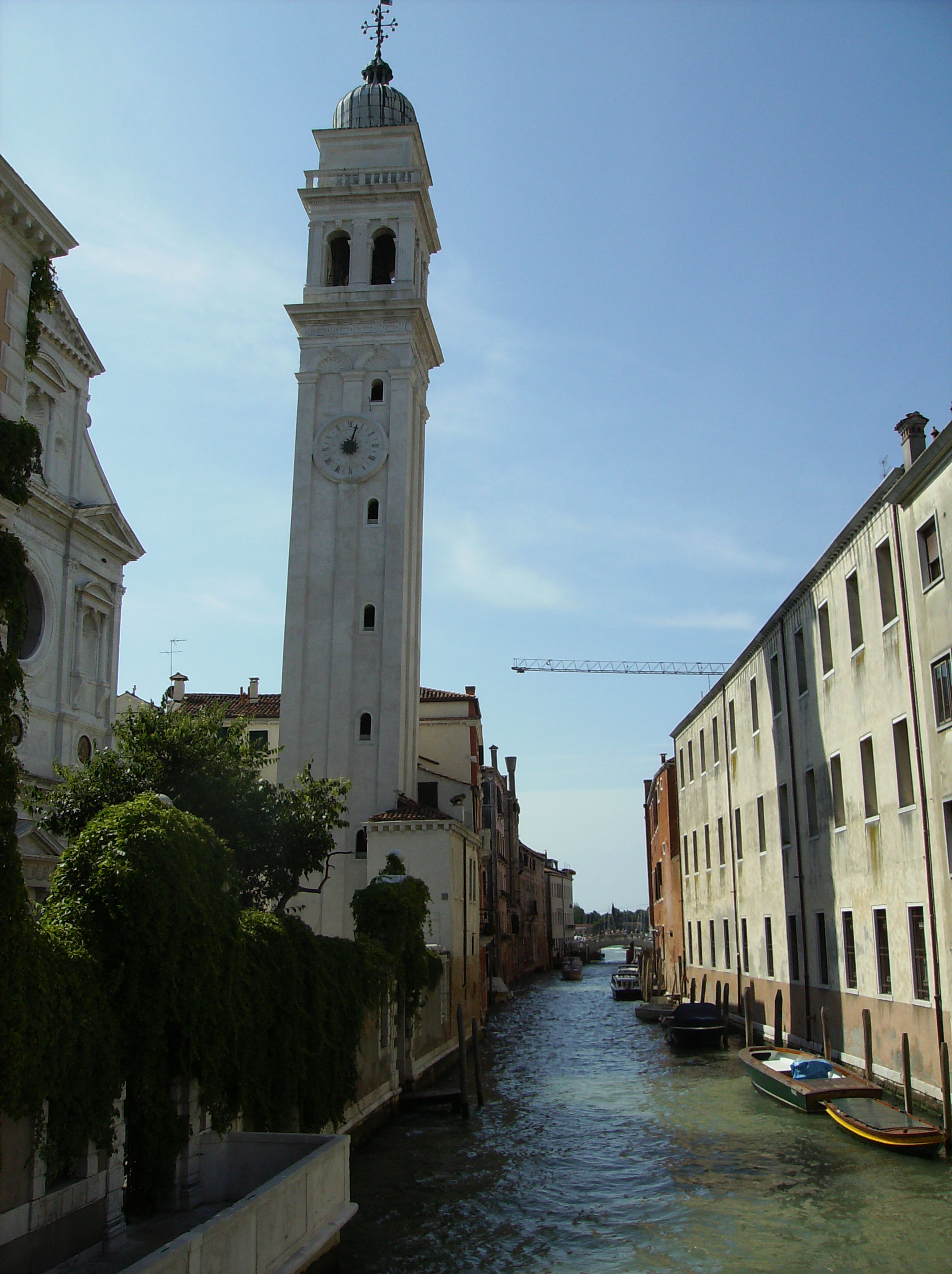
Canalul văzut dinspre nord.

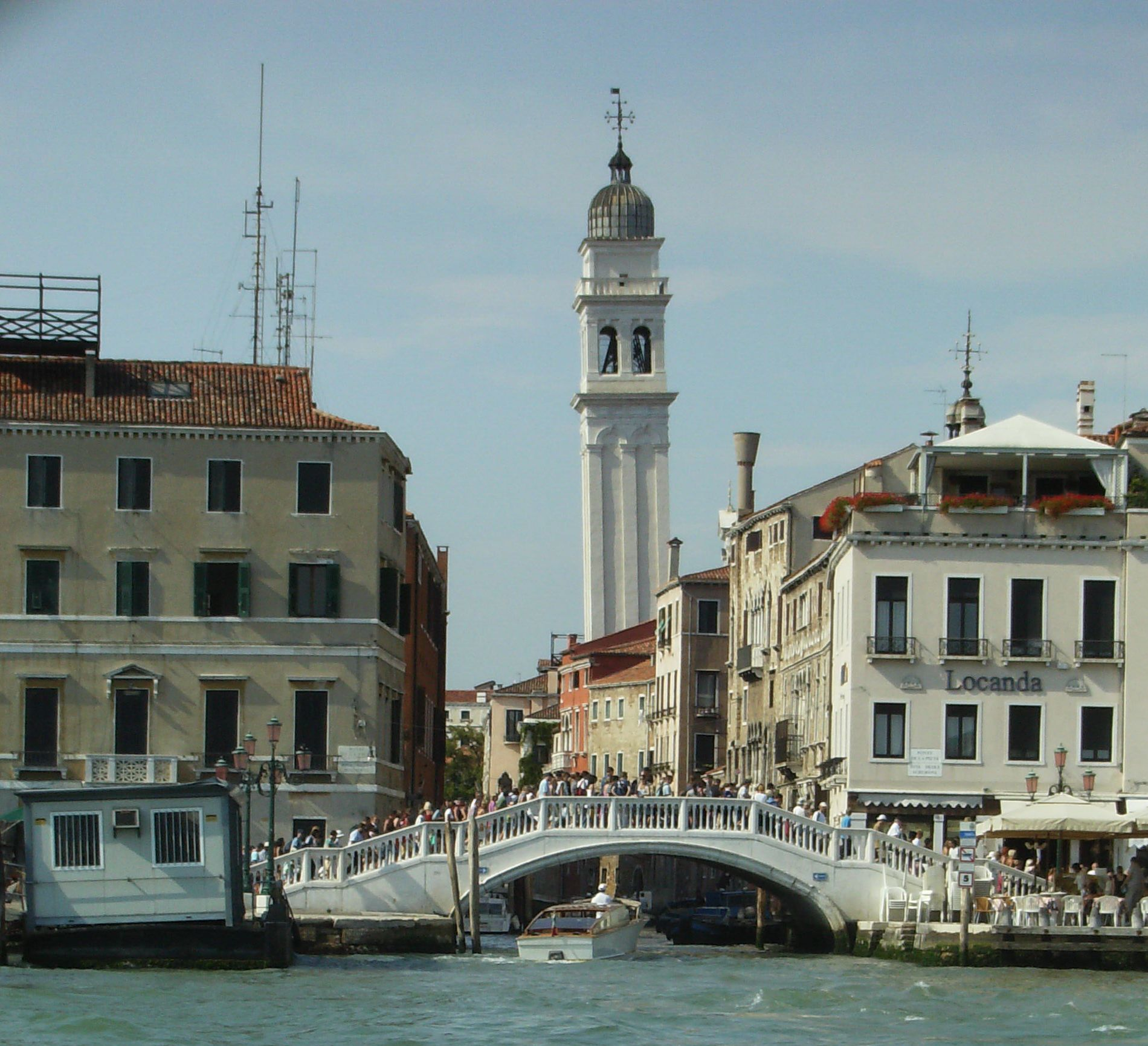
Ponte de la Pietà

Rio dei Greci (Canalul grecilor) este un canal din Veneția în sestiere Castello. 

## Origine
După victoriile lui Orhan Gazi, Murad I și Baiazid I, mulți greci au migrat între 1400 și 1437 la Veneția. Un al doilea val a urmat în 1453, după căderea Constantinopolului sub Mehmed al II-lea. S-a dispus atunci ca toți grecii să-și celebreze slujbele religioase în capela dedicată Sfintei Ursula din apropiere de San Zanipolo și apoi în biserica San Biagio. Grecii au obținut apoi, în 1526, o parcelă de pământ în parohia Sant'Antonino pentru a-și construi acolo biserica San Giorgio dei Greci închinată Sfântului Mare Mucenic Gheorghe. Biserica a fost construită în perioada 1539-1573, fiind sfințită în 1564.

## Descriere
Rio dei Greci are o lungime de 207 metri. El prelungește rio di San Lorenzo de la ponte dei Greci către sud pentru a se vărsa în Bazinul San Marco.

## Localizare
- Acest canal se varsă în Bazinul San Marco sub ponte de la Pietà care continuă Riva degli Schiavoni, lângă biserica Santa Maria della Pietà;
- Pe malul acestui canal se află:
  - Biserica San Giorgio dei Greci, de rit ortodox, și Muzeul picturilor sacre bizantine;
  - mănăstirea bisericii San Zaccaria.
- El se prelungește în rio di San Lorenzo începând de la ponte dei Greci, în timp ce în stânga sa se află rio di San Provolo.

## Poduri
Canalul este traversat de două poduri:
- la sud, de Ponte de la Pietà pe Riva degli Schiavoni. A fost construit în 1333 și se numea inițial ponte della Madonna;
- la nord, de Ponte dei Greci între Calle de la Madonna și Fondamenta de l'Osmarin.